# Stångörarna (vid Berghamn, Nagu)
Stångörarna är klippor nära Boskär i Nagu,  Finland.   De ligger i Pargas stad i landskapet Egentliga Finland. Ön ligger omkring 4 kilometer nordost om Boskär, omkring 16 kilometer söder om Nagu kyrka,  51 kilometer sydväst om Åbo och 170 km väster om Helsingfors. Närmaste allmänna förbindelse är förbindelsebryggan vid Nagu Berghamn som trafikeras av M/S Eivor och M/S Cheri.
Terrängen runt Stångörarna är mycket platt.  Närmaste större samhälle är Nagu, 16,0 km norr om Stångörarna. 